# Heinrich Becker (Politiker, 1863)
Heinrich Becker (* 23. Juni 1863 in Grünhof (Toddin); † nach 1919) war ein deutscher Arbeiter und Politiker (DNVP).

## Leben
Becker war Häusler und Vorarbeiter in der Oberförsterei Toddin. Er lebte in Schwaberow, wo er seit 1906 auch in der Gemeindeversammlung saß. Er kam im Oktober 1919 als Nachrücker für den Abgeordneten Dr. Heinrich Günther in den Verfassunggebenden Landtag von Mecklenburg-Schwerin.